# 王文統
王 文統（おう ぶんとう、? - 1262年）は、モンゴル帝国（大元ウルス）に仕えた漢人官僚の一人。字は以道。大元ウルスの最高行政機関たる中書省の機構整備に尽力したことで知られるが、李璮の乱に共謀した罪により処刑され、『元史』では叛臣伝に立伝されている。

## 概要

### 出自
王文統は益都府益都県の人で、幼い頃から権謀の書を読み、言葉で人を惑わすことを好んでいたと伝わる。金末、山東地方は紅襖軍と呼ばれた反乱軍が席捲したが、紅襖軍首領の中からのし上がった李全がモンゴルに降り、1250年代にはその養子である李璮が益都一帯を支配していた。各地を遍歴した王文統は李璮に見いだされて抜擢され、李璮の幕府に入ってその息子の李彦簡に師事し、李璮の娘を娶るなど親密な関係を結んだ。以後、李璮は軍旅の事については必ず王文統に諮るようになり、1252年（壬子）に李璮が南宋から漣水軍・海州を奪取することができたのはみな王文統の謀によるものであると評されている。
一方この頃、皇弟のクビライが東アジア方面軍の司令官に任じられており、漢地の優れた人材を収集していた。1259年（己未）、遠征先の四川でモンケ・カアンが急死するという事件が起こると、長江中流域で別動隊を率いていたクビライと、カラコルムに残留していたアリクブケの間で帝位継承戦争が勃発することとなった。『国朝名臣事略』巻7「平章廉文正王事略」によると、モンケの死後にクビライ軍が鄂州を包囲する最中、クビライは南宋側では賈似道が一晩で木柵を築かせたのを見て賈似道のような人材を得たいものだと周囲に語ることがあった。そこで既にクビライの側近であった劉秉忠・張易らが王文統を推薦し、以後李璮の下から引き抜かれてクビライに仕えるようになったという。ただしこの時、竇黙のみは王文統の登用に反対したと伝えられる。

### 中書省の設立
鄂州から北上したクビライは中統元年（1260年）3月24日に開平ドロン・ノール（後の上都）でクリルタイを開き即位を宣言したものの、自らの支持派閥のみを集めての一方的な即位であり、その勢力基盤は甚だ不安定なものであった。そこで内戦に勝利するため、かつ勢力基盤を早急に確立するために抜擢されたのが王文統であり、王文統は同年4月1日に新設された中書省の平章政事に任命された。この時の中書省には平章政事の王文統と左丞の張文謙の僅か2名しかおらず、以後王文統らによって中書省の機構整備が主導されることとなる。この頃、王文統は張文謙との会話の中で「国家の経費は計り知れぬほどであるのに、蓄えは皆無で、何処に財源を見出せばよいか」と語ったと伝えられており、財源の確保こそがこの時王文統に課せられた至上の命題であった。そこで王文統は十路宣撫司を通じて差発と塩課に代表される一般税の徴収・交鈔の流通の徹底に努め、塩課が常額を失わないことと、交鈔の阻滞しないことに注力した。特に、交鈔の発行は軍閥（漢人世侯）ごとにばらばらな紙幣が運用される華北に統一した紙幣を導入する大事業であり、同年4月中に上都に賈居貞・張儆・王煥・完顔愈らが上都に招集されたのは王文統の交鈔発行事務を補佐させるためであったとみられる。王文統らによって準備された「中統元宝交鈔」は正月11日に発行され、統一貨幣として市場における商品取引および酒税塩鉄の課程やあらゆる差発の収受に全面的に使用が保障された。
一方、モンゴル高原での決戦（シムルトゥ・ノールの戦い）に勝利したクビライは中統元年末から翌年初頭にかけて燕京近郊に駐屯し、2月14日には王文統に各路宣撫使を引き連れて開平に移動するよう命じた。恐らくこの開平への移動を以て旧燕京行省の吸収合併は果たされたと見なされ、同年4月から5月にかけて旧行省の官が府税に関する不正があったと弾効された。これによって旧行省に務める中央アジア系の財務官僚は放逐され、その代表格である禡禡も3年3月に陝西に左遷されている。一方、再編成された中書省の宰相人事が中統2年（1261年）5月に発表され、王文統の上位に右丞相史天沢と、左丞相耶律鋳が置かれた。この人事について、「中堂事記」は「宰相人事について意見を求められた楊果は、史天沢は累朝の旧臣にして人望という点で他を圧倒する。一方王文統は新参の宰相であるが、その財略は朝野に比を見ないため、王文統が史天沢を補佐して経営計画すればよいであろう」と回答したと伝えられる。なお、この時の人事ではモンゴル人貴族も丞相に抜擢されているが、これは中書省が名実ともにクビライ政権の行政機関に位置付けられたことを意味している。
しかし王文統には嫉妬深く狭量な一面があり、中書省で唯一の同僚であった張文謙とは方針を巡って対立し、最後には張文謙を大名等路宣撫司への転任に追い込んでいる。張文謙の転任によって中書省は王文統の独壇場となり、十道宣によって見いだされた劉郁・郝子明・胡祗遹・馮渭・王光益・楊恕・李彦通・趙和之・韓文献・張昉ら財務官僚を加え国家体制の整備に進した。またこの頃、クビライ側近の漢人としては姚枢・竇黙・許衡らが特に重用されており、王文統は太子太師に、竇黙は太子太傅に、許衡は太子太保に、それぞれ任命された。しかし姚枢・竇黙らは王文統の施策に批判的で、王文統に代えて許衡を登用すべしであるとクビライに述べたが、この進言は採用されることがなかった。

### 失脚・処刑
中統3年（1262年）2月には王文統の旧主である李璮が叛乱を起こしたが、李璮はこれと並行して人質としてモンゴル朝廷の下にあった息子の李彦簡を奪還し、更にこのことをモンゴル側にも伝えた。このことが広まると王文統こそが李彦簡を逃した張本人であるとの噂が流れるようになり、遂に王文統はクビライに召喚されるに至った。クビライは王文統に対して「汝が李璮に教えた策が反逆に活かされていることは世間の者は皆知っている。汝が李璮に授けた策をことごとく答えよ」と問いかけたところ、王文統は既に忘れてしまったものもあるので書にまとめて上申すると回答した。王文統が書を提出すると、クビライは再び王文統を召喚し、そこで李璮が王文統に充てて送った書面を押収していることを始めて明かした。ここで初めて王文統は動揺して汗を流し始め、クビライが「書中に甲子を期とするあるのはいかなる意味か」と問うと、「李璮が以前から叛意を抱いていたのは察していましたが、北方での争乱を考慮し、少しでも叛乱の勃発を遅らせようとしたものです」と答えた。王文統はこの後もあれこれと言い訳を述べて「臣の罪は死に当たります（臣罪当死）｣と言うことは決してなく、最後にはクビライの配下に取り押さえられ捕縛されたという。王文統の退出後、クビライは竇黙・姚枢・王鶚・僧子聡及び張柔らを召喚して李璮が王文統に送った書状を示し、王文統は何の罪に当たるか問うた。そこで張柔が真っ先に大声で「首を刎ねるべきです」と述べ、他の者達も「まさに死罪とすべきです」と同意したため、遂に王文統は処刑された。
王文統の処刑後、息子の王蕘も連座して殺され、その旨天下に布告された。ただし、『元史』の列伝では「王文統は叛臣として誅殺されたといっても、世の人々は王文統が元の立国に果たした功績は大きいと見なしている」と伝えている。